# Sphecodes manchurianus
Sphecodes manchurianus är en biart som beskrevs av Embrik Strand och Keizo Yasumatsu 1938. Sphecodes manchurianus ingår i släktet blodbin, och familjen vägbin. Inga underarter finns listade i Catalogue of Life.